# 佐々木恭介
佐々木 恭介（ささき きょうすけ、1949年12月28日 - ）は、兵庫県氷上郡青垣町（現・丹波市）出身の元プロ野球選手（内野手、外野手）・監督、野球解説者、野球評論家。

## 経歴

### プロ入り前
少年時代は相撲を取ったら負け知らずだったため、相撲部屋からスカウトが来たという。
兵庫県立柏原高校では捕手で4番を打つと、社会人野球の新日本製鐵広畑に入社する。新人の頃は神部年男（後に近鉄でも先輩）の球も受けていたが、2年目から一塁手に転向して1970年の第41回都市対抗野球大会に鐘淵化学の補強選手として出場し、チームの準々決勝進出に貢献する。同年のプロ野球ドラフト会議で東映フライヤーズから9位指名を受けるが入団を拒否し、会社に残留する。
翌1971年の第42回都市対抗野球大会では、山中正竹（住友金属から補強）・三沢淳の両エースを擁し中心打者として活躍、準決勝では2本塁打を放つ。決勝でも丸善石油の門田純良（愛媛相互銀行から補強）から7回に適時打を放ち、3年ぶりの優勝を飾る。最優秀選手の橋戸賞を受賞し、第9回アジア野球選手権大会日本代表となる。同年の社会人ベストナイン（一塁手）にも選出された。他のチームメートに小玉孝遊撃手・白滝政孝外野手らがいた。同年のプロ野球ドラフト会議で近鉄バファローズから1位指名を受け入団する。

### 近鉄時代
1972年は開幕から三塁手に抜擢され、34試合に先発出場するが8月に故障欠場。
1973年は主に中堅手として起用された。
1974年には一番打者に定着。
1975年は右翼手に回り、初めて規定打席（打率.305、リーグ4位）に達する。同年は初のベストナイン（外野手）に選出された。
1978年には打率.354の成績で首位打者を獲得、2度目のベストナインに選出される。
1979年は打率.320（リーグ8位）と好成績を記録。しかし広島との1979年の日本シリーズではチャーリー・マニエルが右翼手に回り、3試合に代打で起用されたのみに終わる。第7戦の9回裏に江夏豊と対戦した打者の一人（いわゆる「江夏の21球」）。江夏が自分に投じた第2球目、ど真ん中のシュートを見逃してしまい（判定はストライク）、その後の第3球目に三塁線を強襲するヒット性の打球（ファウル）を放ったが、結局三振に倒れる。佐々木は見逃した第2球目について「もしもう一度、やり直せるとするなら、迷うことなくあの場面に戻り、あの球を振る。なぜ振らなかったのか。今でも夢に出ることがある。野球人生最大の後悔だね」と述べている。
1980年も打率.318（リーグ9位）を記録、リーグ連覇の原動力となった。広島との日本シリーズも、第4戦で2安打2打点を記録するものの、通算15打数4安打3打点に終わり、2年連続で3勝4敗で敗退した。
1981年6月3日の対ロッテオリオンズ戦（平和台）で、プロ野球史上最短の試合開始4球で退場処分を受けている。この試合左翼手として出場し、1回表一番打者庄司智久のレフト前の飛球をダイビングキャッチしたが、フェア（ワンバウンド）判定をした二塁塁審の胸を突いて退場宣告されたもの。
1982年は肝炎による内臓疾患により一軍出場はなく、同年限りで現役を引退した。

### 引退後
1983年に近鉄のスカウトを務め、村上隆行を獲得（その関連からか後々、村上は佐々木が着用した背番号5を着用することとなる）。
1984年から1989年まで近鉄二軍打撃コーチを務め、金村義明、村上、鈴木貴久、山下和彦などを指導した。1990年は1年間毎日放送野球解説者・スポーツニッポン野球評論家、1991年から1992年までは監督の中村勝広の要請により阪神タイガース一軍打撃コーチを務める。阪神時代は新庄剛志や亀山努をブレイクさせたがチーム打率リーグ5位、得点がリーグ最下位に終わり優勝を逃した原因は打線だと球団分析した。
その後、1993年から1995年までの3年間、2度目の毎日放送野球解説者・スポーツニッポン野球評論家となる。担当していたラジオ番組では話術の巧みさを発揮した。
1996年から1999年まで近鉄監督を務める。ヘッド兼打撃コーチに伊勢孝夫、バッテリーコーチに有田修三が就任。就任直後のドラフト会議では（赤いふんどしを着用し当日に臨んだと言われる）抽選でPL学園の福留孝介の交渉権を獲得し（入団は拒否）、『ヨッシャー！』の掛け声（これが愛称となる）で話題となった。スカウトより事前に「意中球団でないため、近鉄に入団する可能性は極めて低い」という報告を受けていたが、PL学園は藤井寺球場からおよそ10分の距離なのに、何もしないのは惜しいということで強行1位指名に踏み切ったという。福留獲得のため近鉄球団は7億円まで積み、さらに数年間プレーすれば自由契約にするとまで約束したとのことだが福留は首を縦には振らなかったと、MBSラジオ「ゴー傑P」で佐々木は語っている。当時は巨人と出来ていると思っていたが、ふたを開けてみると中日ドラゴンズだったのかと驚いたという。
ドラフトの翌朝のスポーツ紙に読売ジャイアンツ監督長嶋茂雄の談話が掲載された。それには「近鉄に入る、入らないかは福留くんの気持ち1つ」と書かれており、それを読んだ佐々木は長嶋に抗議の電話をしている。まさに巨人と出来ていると思っていたためであった。これに長嶋は「私はそんな姑息なことをするような男に見えますか？」と返答している。その後、佐々木は翌春のオープン戦・巨人戦で長嶋に謝罪している。長嶋は「ありがとう。そんなこと、気にしなくていいよ。お互い監督としてプロ野球を盛り上げましょう！」と答えている。
1996年は前年借金29の最下位から借金5の4位に成績を上げ、新加入のタフィ・ローズが27本塁打、中村紀洋が26本塁打と「いてまえ打線」復活を予感させた。
1996年11月のドラフト会議で、3位指名した礒部公一は当初オリックス・ブルーウェーブへ入団を希望していた。しかし、佐々木は交通の便が悪い広島県東広島市の礒部の実家へ、球団が用意したヘリコプターで近鉄の指名選手中一番先に会いに行き、その結果ヘリまで飛ばし挨拶に来てくれた熱意と、その場での説得で礒部は近鉄入団を決意した。
大阪ドーム元年の1997年は一時は下位に低迷するも8月24日のロッテ戦（大阪ドーム）では10点差を逆転勝利というパリーグ初の快挙、最終的には貯金5で3位に入った。
1998年は8月には1位とゲーム差1まで縮める等優勝争いはできたが各月で勝ち越し負け越しを繰り返し連勝するが連敗も多いなどここ一番で踏ん張れず、借金1ながら5位に終わった。先発陣の勝ち頭は9勝のロブ・マットソンで二桁勝利はなし、赤堀元之に変わる守護神大塚晶文がパリーグ新記録（当時）の35セーブで最優秀救援投手に、打線は32本塁打の中村、大村直之が162安打を筆頭に活発だったが投打がかみ合わなかった。1軍投手コーチの小林繁と折り合いが合わず、小林は2軍バッテリー総合コーチに配置転換となった。
この年、日米野球が行われることとなったが監督は長嶋であった。佐々木は長嶋からコーチとして招聘されるが1度断っている。しかし、「私が選んだんだから。佐々木くん、来なさい」と再度いわれてコーチに就任している。
1999年は前年の悔しさを晴らすため続投となったが、ローズが本塁打王、打点王の2冠、チーム本塁打151本（リーグトップ）を叩き出しながら、チーム防御率4.54（リーグワースト）と、2年連続して二ケタ勝利投手なし、チームは最下位に転落し、退団した。
2000年は3度目の毎日放送野球解説者・スポーツニッポン野球評論家を再び務め、2001年に監督の東尾修に請われライバルチームである西武ライオンズ一軍ヘッド兼打撃コーチに就任。東尾は「監督経験があるので作戦面に明るいだけではなくバッターの気持ちやプライドを理解できるコーチだった。」と述べている。鈴木健によると和田一浩を強化指定選手みたいによくバットを振らせ、和田は打率.306、16本塁打の成績を残した。2002年には中日ドラゴンズの一軍打撃コーチに就任し、同チームに入団した福留と再会する。翌2003年には一軍ヘッド兼打撃コーチとなり、シーズン終盤には監督の山田久志が解任（名目上は「休養」）されたため、監督代行として20試合指揮を執った。監督代行としては20試合で14勝5敗1分と好成績を収め、チームを5位から2位に引き上げた。
2004年から2009年までの6年間、4度目の毎日放送野球解説者・スポーツニッポン野球評論家として活動し、2007年には韓国プロ野球・三星ライオンズ春季キャンプ中の特別打撃コーチを務めた。そしてペナントレース終盤に同チームの臨時コーチを2008年まで務めた。
10月8日から12月末日までの3ヶ月間桃山学院大学硬式野球部の特別コーチを務めた。
2011年1月20日に日本女子プロ野球機構「京都アストドリームス」の監督に就任、2012年シーズン終了まで指揮を執るが、女子プロ野球全体の大々的なチーム再編に伴い監督を退任した。
2015年に社会人野球チーム・大和高田クラブの副部長に就任。2016年からは監督を務め、2018年には第43回全日本クラブ野球選手権大会でチームを優勝に導き、プロ在籍時に達成できなかった日本一の座に就いた。2022年の第46回も優勝に導いている。2023年をもって退任し、アドバイザーに就任。

## 指導者としての評価
近鉄監督時代4年間のチーム成績は、1997年の3位が最高でそれ以外はすべてBクラス（3位から6位までを一度ずつ経験）だった。ただし、就任地点で野茂英雄、吉井理人、ラルフ・ブライアントなど主力選手が退団や移籍で多数抜けた上に、前監督の鈴木啓示と野茂や吉井などの選手との間に深い溝ができていた。更に主砲の石井浩郎が就任一年目の開幕2試合目で怪我で離脱シーズン中に復帰できずオフに退団した。そんな状況の下で、在任中に打者ではタフィ・ローズ、フィル・クラークの両外国人や中村紀洋、大村直之、礒部公一、投手では岡本晃、大塚晶文などといった若手が新戦力となり、結果こそ残せなかったものの、佐々木退団後の2001年におけるリーグ優勝への下地は佐々木監督時代に着実に作り上げられた。
2003年に中日の代理監督就任時点でも中日の成績は5位だったが、残り20試合を14勝5敗1分で乗り切って最終的には2位にまでチームを上昇させシーズンを終了させるなど監督としての能力は決して悪いものではない。
テリー伊藤は自身の著書の中で「鈴木監督の逆バリをいった「赤フン」監督」と評しているが、鈴木時代の重苦しく沈んだ雰囲気を払拭させた事は好意的に評している。
打撃コーチとしても近鉄では村上、金村義明や中根仁、阪神では亀山や新庄、そして中日では後述の福留などを育成した実績もあり、解説での打撃理論も緻密であるのでコーチとしての評価が高い。事実、金村は今でも「僕がプロ野球でやっていけたのは仰木監督と佐々木コーチのおかげ」と語っている。福留の自主トレでも打撃指導をしたり、カブスの取材に訪れた際には非公式ながら臨時コーチとして背番号「53」のカブスのユニフォームが用意され、福留の打撃指導を行った。

## 人間関係
現役当時の監督だった西本幸雄を尊敬しており、監督時代の背番号を近鉄監督時代の西本と同じ68番にしたばかりか、自身の公式ブログのアドレスにも「68」を入れたほどである。佐々木の現役時代の背番号も、西本の現役時代（毎日）と同じ5番だった。
2001年のシーズン終了後に中日のコーチに就任した際、当時監督だった山田久志の要請により、打撃不振に陥っていた福留に対して「2年で2億狙える選手にするから」と宣言して二人三脚での再生に着手。連日1日3,000スイングの猛練習の末に打撃が開眼、福留は翌2002年には首位打者を獲得、2003年オフの契約更改では佐々木の宣言通り2億円プレーヤーになった。佐々木の中日退団後もプライベートでの親交は続き、時々食事を共にする仲だという。2006年の日本シリーズ開幕戦の試合前、「サンデードラゴンズ」の収録中だった佐々木に本人から直接電話がかかってくる一幕もあった。
福留の引退試合では本人から「（バンテリン）ドームへ見に来てください」と連絡があったものの「球場へ行っても涙で見られないから」として断り、自宅で引退試合をテレビ観戦したものの、それでもテレビの前で泣いたという。佐々木自身、「指導者として、彼から教えられたことは数知れない」とも話している。

## 詳細情報

### 年度別打撃成績
| 年 度      | 球 団      | 試 合 | 打 席 | 打 数 | 得 点 | 安 打 | 二 塁 打 | 三 塁 打 | 本 塁 打 | 塁 打 | 打 点 | 盗 塁 | 盗 塁 死 | 犠 打 | 犠 飛 | 四 球 | 敬 遠 | 死 球 | 三 振 | 併 殺 打 | 打 率 | 出 塁 率 | 長 打 率 | O P S |
| ---------- | ---------- | ----- | ----- | ----- | ----- | ----- | -------- | -------- | -------- | ----- | ----- | ----- | -------- | ----- | ----- | ----- | ----- | ----- | ----- | -------- | ----- | -------- | -------- | ----- |
| 1972       | 近鉄       | 53    | 134   | 122   | 13    | 30    | 7        | 0        | 5        | 52    | 12    | 6     | 2        | 1     | 1     | 9     | 0     | 1     | 36    | 1        | .246  | .301     | .426     | .727  |
| 1973       | 近鉄       | 91    | 233   | 209   | 26    | 47    | 12       | 0        | 8        | 83    | 26    | 5     | 1        | 1     | 1     | 21    | 0     | 1     | 39    | 8        | .225  | .297     | .397     | .695  |
| 1974       | 近鉄       | 118   | 402   | 362   | 40    | 95    | 25       | 0        | 13       | 159   | 39    | 7     | 8        | 5     | 3     | 29    | 0     | 3     | 49    | 5        | .262  | .320     | .439     | .759  |
| 1975       | 近鉄       | 117   | 424   | 364   | 44    | 111   | 7        | 5        | 13       | 167   | 69    | 8     | 9        | 3     | 12    | 39    | 2     | 6     | 32    | 5        | .305  | .371     | .459     | .829  |
| 1976       | 近鉄       | 125   | 479   | 418   | 49    | 112   | 17       | 1        | 10       | 161   | 41    | 15    | 5        | 5     | 5     | 46    | 1     | 5     | 40    | 15       | .268  | .344     | .385     | .729  |
| 1977       | 近鉄       | 109   | 330   | 293   | 30    | 59    | 8        | 0        | 6        | 85    | 30    | 9     | 5        | 5     | 2     | 26    | 0     | 4     | 39    | 3        | .201  | .274     | .290     | .564  |
| 1978       | 近鉄       | 109   | 426   | 376   | 47    | 133   | 19       | 2        | 9        | 183   | 62    | 8     | 7        | 6     | 10    | 30    | 0     | 4     | 23    | 10       | .354  | .398     | .487     | .884  |
| 1979       | 近鉄       | 111   | 415   | 363   | 56    | 116   | 13       | 0        | 18       | 183   | 46    | 14    | 3        | 4     | 3     | 37    | 3     | 8     | 38    | 8        | .320  | .392     | .504     | .896  |
| 1980       | 近鉄       | 112   | 414   | 359   | 68    | 114   | 18       | 0        | 19       | 189   | 66    | 8     | 5        | 4     | 4     | 40    | 0     | 7     | 36    | 12       | .318  | .393     | .526     | .919  |
| 1981       | 近鉄       | 91    | 288   | 253   | 31    | 66    | 7        | 1        | 4        | 87    | 21    | 14    | 3        | 5     | 3     | 21    | 0     | 6     | 17    | 3        | .261  | .329     | .344     | .672  |
| 通算：10年 | 通算：10年 | 1036  | 3545  | 3119  | 404   | 883   | 133      | 9        | 105      | 1349  | 412   | 94    | 48       | 39    | 44    | 298   | 6     | 45    | 349   | 70       | .283  | .350     | .433     | .782  |

- 各年度の太字はリーグ最高

### 年度別監督成績
| 年 度     | 球 団     | 順 位     | 試 合 | 勝 利 | 敗 戦 | 引 分 | 勝 率 | ゲ ｜ ム 差            | 本 塁 打               | 打 率                  | 防 御 率               | 年 齡                  |
| --------- | --------- | --------- | ----- | ----- | ----- | ----- | ----- | ---------------------- | ---------------------- | ---------------------- | ---------------------- | ---------------------- |
| 1996年    | 近鉄      | 4位       | 130   | 62    | 67    | 1     | .481  | 14.5                   | 146                    | .255                   | 4.01                   | 47歳                   |
| 1997年    | 近鉄      | 3位       | 135   | 68    | 63    | 4     | .519  | 7.5                    | 112                    | .274                   | 3.79                   | 48歳                   |
| 1998年    | 近鉄      | 5位       | 135   | 66    | 67    | 2     | .496  | 5.0                    | 126                    | .267                   | 4.28                   | 49歳                   |
| 1999年    | 近鉄      | 6位       | 135   | 54    | 77    | 4     | .412  | 23.5                   | 151                    | .257                   | 4.54                   | 50歳                   |
| 通算：4年 | 通算：4年 | 通算：4年 | 555   | 264   | 279   | 12    | .486  | Aクラス1回、Bクラス3回 | Aクラス1回、Bクラス3回 | Aクラス1回、Bクラス3回 | Aクラス1回、Bクラス3回 | Aクラス1回、Bクラス3回 |

※1　1996年は130試合制
※2　1997年から2000年までは135試合制
※3　通算成績には2003年中日・山田久志監督休養後の監督代行20試合(14勝5敗1分)を含む

### タイトル
- 首位打者：1回 （1978年）
- 最高出塁率：1回 （1978年）

### 表彰
- ベストナイン：2回 （外野手部門：1975年、1978年）

### 記録
初記録
- 初出場・初先発出場：1972年4月8日、対ロッテオリオンズ1回戦（東京スタジアム）、6番・三塁手として先発出場
- 初安打：同上、4回表に成田文男から
- 初本塁打・初打点：1972年5月9日、対阪急ブレーブス3回戦（日生球場）、1回裏に足立光宏から左越ソロ

節目の記録
- 100本塁打：1980年10月4日、対南海ホークス後期11回戦（藤井寺球場）、9回裏に金城基泰から左越サヨナラソロ ※史上115人目
- 1000試合出場：1981年7月12日、対日本ハムファイターズ後期3回戦（日生球場）、9回表に栗橋茂に代わり左翼手として出場 ※史上223人目

その他の記録
- オールスターゲーム出場：2回 （1975年、1978年）

### 背番号
- 5 （1972年 - 1982年）
- 50 （1984年 - 1985年）
- 85 （1986年 - 1989年）
- 83 （1991年 - 1992年）
- 68 （1996年 - 1999年、2011年 - 2012年、2016年 - ）
- 77 （2001年）
- 75 （2002年 - 2003年）

## 関連情報

### 出演番組
- ザ・プロ野球
- MBSタイガースナイター（1990年、1993年 - 1995年、2000年、2004年 - 2009年）
- GAORAプロ野球中継（日本ハム戦、GAORA）（- 2009年）
- ROAD TO VICTORY 燃えよドラゴンズ!（CBCテレビ）
- サンデードラゴンズ（CBCテレビ）

### 著書
- 『遥かなる野球少年』（情報センター出版局：1994年11月） ISBN 4795816921